# Chozas de Abajo
Chozas de Abajo è un comune spagnolo di 2 189 abitanti situato nella comunità autonoma di Castiglia e León.

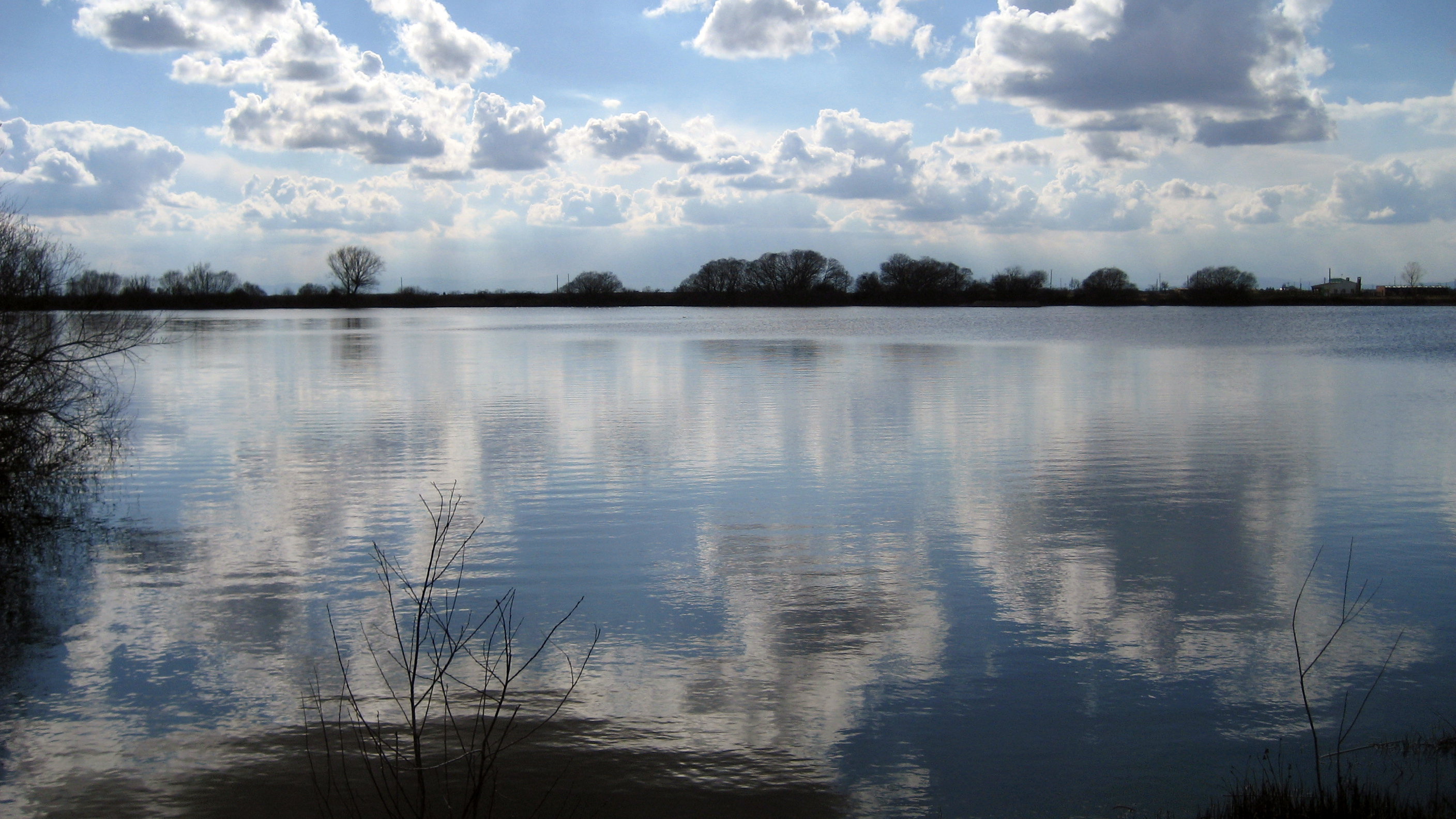
Laguna de Chozas de Arriba